# あおい書店
あおい書店（あおいしょてん） は、株式会社ブックファースト・株式会社スーパーブックス・株式会社らくだが運営する日本の書店である。本項ではその源流となる愛知県名古屋市熱田区の同名の法人についても記述する。

## 概要
株式会社あおい書店（本社・名古屋市熱田区）は古着店の運営を行っている。

## 沿革
- 1983年（昭和58年）4月1日 - 「あおい書店」を創業[3]。
- 1984年（昭和59年）10月 - 「有限会社あおい書店」を設立。
- 1988年（昭和63年） - グループ会社の株式会社アメディアを設立。
- 1994年（平成6年）11月 - 株式会社に組織変更、「株式会社あおい書店」を設立。
- 1995年（平成7年）2月 - 五反田店を開店し（2017年1月20日閉店）、東京地区に進出[3]。
- 2016年（平成28年）9月 - 19店舗の運営を、会社分割で東京都中野区に新しく設立した「株式会社あおい書店」に承継[2][4]。
- 2016年10月 - トーハン子会社が中野区の法人の全株式を取得[2]。
- 2017年（平成29年）4月 - 中野区の法人が運営する全店舗を、株式会社ブックファースト・株式会社スーパーブックス・株式会社らくだの3社に移管[5]して解散。
- 2017年（平成29年）8月 - お宝ワールド佐野店を閉店。
- 2020年（令和2年）2月 - 上大岡店を閉店。株式会社あおい書店が運営する店舗はなくなる。
- 2024年（令和6年）10月 - 株式会社らくだ書店が運営していたあおい書店（3店舗）を愛媛県松山市の株式会社明屋書店へ事業譲渡[6]。

## 主な店舗・事業所
- 本社（愛知県名古屋市熱田区）
- Recloth（古着店）

## グループ企業
- 株式会社アメディア - 名古屋市熱田区に本社がある自動車関連の技術者派遣や受託開発・業務請負を行う会社。